# Макмикин, Шон
Шон Макмикин (англ. Sean McMeekin; род. 10 мая 1974 года; Айдахо, США) — американский историк, исследователь новейшей истории Германии, России, коммунизма и Первой Мировой войны.

## Ранние годы
Ранние годы провел в городе Рочестер. штат Нью-Йорк. Изучал историю в Стэнфордском университете (диплом бакалавра, 1996) и Беркли(Магистр, 1998; PhD, 2001). Стажировался в Париже, Берлине и Москве. Проходил постдокторантуру в Йельском университете и был научным сотрудником Института Ремарка Нью-Йоркского университета.

## Карьера преподавателя
Преподавать начал ассистентом в центре по изучению России при университете Билькент в Анкаре и в колледже общественных и гуманитарных наук университета Коч в Стамбуле. На 2017 год является профессором истории в Бард-колледже в штате Нью-Йорк, США.
Основные интересы: новейшая история Германии, история России, коммунизм и Первая мировая война. Является автором ряда книг. Научные статьи и эссэ публиковались в журналах, таких как Contemporary European History и Communisme.

## Семья
Женат, имеет двух детей.

## Премии
- 2010: Премия Нормана Б. Томлинсона Мл. (Norman B. Tomlinson Jr.) за книгу The Russian Origins of the First World War
- 2011: Премия Барбары Елавич (Barbara Jelavich) за книгу The Berlin-Baghdad Express
- 2015: Премия Артура Гудцайта (Arthur Goodzeit) за книгу The Ottoman Endgame
- 2016: Премия Эриха и Эммы Кронауэр за исторические исследования.

## научные труды
- The Red Millionaire. A Political Biography of Willi Münzenberg, Moscow’s Secret Propaganda Tsar in the West. Yale University Press, New Haven 2003, ISBN 0-300-09847-2.
- History’s Greatest Heist. The Looting of Russia by the Bolsheviks. Yale University Press, New Haven 2009, ISBN 978-0-300-13558-9.
- The Berlin-Baghdad Express: The Ottoman Empire and Germany’s Bid for World Power. Belknap Press of Harvard University Press, Cambridge 2010, ISBN 978-0-674-05739-5.
- The Russian Origins of the First World War. Belknap Press of Harvard University Press, Cambridge 2011, ISBN 978-0-674-06210-8.
- July 1914: Countdown to War. Basic Books, New York 2013, ISBN 978-0-465-03145-0.
- The Ottoman Endgame: War, Revolution, and the Making of the Modern Middle East, 1908—1923. Penguin Press, New York 2015, ISBN 978-1-59420-532-3.
- The Russian Revolution: A New History. Basic Books, New York 2017, ISBN 978-0-465-03990-6.

На русском
- «На сцену выходит Ленин» (в сборнике Энтони Брентон. Историческая неизбежность? Ключевые события Русской революции (Сборник статей) = Tony Brenton. Historically Inevitable?: Turning Points of the Russian Revolution. — М.: Альпина нон-фикшн, 2017. — 414 p. — ISBN 978-5-91671-757-0., стр. 122)